# IC 2765
IC 2765 је елиптична галаксија у сазвјежђу Лав која се налази на листи објеката дубоког неба у Индекс каталогу.
Деклинација објекта је + 14° 11' 56" а ректасцензија 11h 22m 23,1s. Привидна величина (магнитуда) објекта IC 2765 износи 16,0 а фотографска магнитуда 17,0.